# NXT WarGames (2021)
O NXT WarGames de 2021 foi o quinto evento anual de luta livre profissional da WarGames produzido pela WWE. Foi realizado exclusivamente para lutadores da marca NXT, que voltou a ser o território de desenvolvimento da WWE em setembro. O evento foi ao ar em pay-per-view (PPV) em todo o mundo e estava disponível para transmissão através do Peacock nos Estados Unidos e da WWE Network internacionalmente, o que o tornou o primeiro WarGames a ser transmitido no Peacock. Aconteceu em 5 de dezembro de 2021, no WWE Performance Center em Orlando, Flórida.

## Produção
De 2017 a 2020, a marca NXT da WWE realizou uma subsérie anual de eventos sob a série TakeOver intitulada WarGames, baseada no combate WarGames. Em setembro de 2021, a marca NXT passou por uma reestruturação, sendo renomeada como "NXT 2.0", revertendo para um território de desenvolvimento para a WWE. Em outubro, especulou-se que a empresa poderia encerrar a série TakeOver, pois outro evento TakeOver não estava programado para 2021 após o TakeOver 36 de agosto.